# Kate Nauta
Kate Nauta (tudi Katie Nauta), ameriški fotomodel, filmska igralka in pevka, * 29. april 1982, Salem, Oregon.
Njen filmski začetek je bila vloga v filmu Prenašalec 2. Za isti film je posnela tudi par pesmi, ki so bile nato predvajane v filmu.